# Ruhrbahn
Die Ruhrbahn GmbH ist ein gemeinschaftliches Verkehrsunternehmen der Städte Essen und Mülheim an der Ruhr für den Öffentlicher Personennahverkehr (ÖPNV). Es entstand im Jahr 2017 aus der Fusion von Essener Verkehrs-AG (EVAG) und Mülheimer Verkehrsgesellschaft (MVG).

## Geschichte
Der Name Ruhrbahn wurde im August 2016 als Marke geschützt. Am 14. Juli 2017 wurden im Essener EVAG-Verwaltungssitz, dem Erzhof in Rüttenscheid, die Verträge für die gemeinsame Verkehrsgesellschaft durch den Mülheimer Oberbürgermeister Ulrich Scholten und den Essener Oberbürgermeister Thomas Kufen unterzeichnet. Am 1. September 2017 trat die Fusion in Kraft. Die Ruhrbahn GmbH wurde am 7. August 2017 unter der Registernummer HRB 28361 beim Amtsgericht Essen im Handelsregister eingetragen.
EVAG und MVG waren neben der Duisburger Verkehrsgesellschaft (DVG) Gesellschafter der Via Verkehrsgesellschaft. Duisburg schied zum 31. Dezember 2016 aus diesem Gemeinschaftsunternehmen aus. Die in VIA verbliebenen Gesellschafterstädte Essen und Mülheim entschieden, VIA in anderer Form fortzuführen und die EVAG und MVG zu einem neuen, gemeinsamen Verkehrsunternehmen zu fusionieren. In einem ersten Schritt wurde die VIA mit der EVAG verschmolzen, dabei gingen alle nach der Trennung von der DVG in VIA verbliebenen Personale und Vermögenswerte auf die EVAG über. In einem zweiten Schritt wurde die EVAG (Essener Verkehrs-Aktien-Gesellschaft) in eine GmbH mit dem Namen Ruhrbahn GmbH umgewandelt, an der sich die MVG mit 25 Prozent beteiligt.
Im Zuge dieser Beteiligung übertrug die MVG alle für das operative ÖPNV-Geschäft notwendigen Ressourcen (Personal, Fahrzeuge, Betriebsmittel) auf das neue Gemeinschaftsunternehmen.
Aus steuerlichen Gründen (Erhalt des Querverbundes zwischen Stadtwerken und Verkehrsunternehmen) konnte das Idealmodell einer Fusion nicht realisiert werden. Die Linienkonzessionen und die kassentechnischen Einnahmen verblieben neben einigen Immobilien (Verwaltungsgebäude/Betriebsgebäude) bei der MVG.
Nach VIA und meoline – weiterer Gesellschafter von meoline war die STOAG Stadtwerke Oberhausen – ist die Ruhrbahn der dritte Versuch der Städte Essen und Mülheim im ÖPNV auf Gesellschafterebene zusammenzuarbeiten.

## Kooperation östliches Ruhrgebiet (KöR)
Seit März 2020 ist die Ruhrbahn Mitglied der Kooperation östliches Ruhrgebiet. In diesem Rahmen werden unter anderem Neufahrzeuge gemeinsam mit den anderen Kooperationspartnern ausgeschrieben und bestellt. Ziel ist, die Verhandlungspositionen der Mitgliedsbetriebe gegenüber den Fahrzeugherstellern zu stärken und somit günstigere Kaufpreise zu erwirken.

## Strukturen
Durch den Verbleib der kassentechnischen Einnahmen bei der MVG ist diese weiterhin Vertragspartner der Mülheimer Fahrgäste und ein eigenständiges Verkehrsunternehmen im VRR. Um die Verbundenheit zur Ruhrbahn GmbH aufzuzeigen, wurde die MVG in Ruhrbahn Mülheim GmbH umbenannt. Dadurch hat der Kunde in Essen und Mülheim den Eindruck, dass der ÖPNV von einem Verkehrsunternehmen erbracht wird.
Die Fahrkarten weisen in Essen daher den Aufdruck Ruhrbahn GmbH, in Mülheim Ruhrbahn Mülheim GmbH auf. Essener Fahrgäste, die in Mülheim Verkehrsmittel der Ruhrbahn GmbH benutzen, sind somit Übersteiger (und umgekehrt ebenso).
Die Ruhrbahn GmbH und Ruhrbahn Mülheim GmbH sind folglich unterschiedliche juristische Personen des Privatrechtes (GmbH). Dementsprechend ist auch für Rechtsbeziehungen untereinander das Privatrecht, das BGB (Bürgerliches Gesetzbuch) bzw. die erweiterten Sonderregelungen des HGB (Handelsgesetzbuch) für den Kaufmann (HGB), anzuwenden. Die Erbringung des operativen ÖPNV-Verkehrs in Mülheim durch die Ruhrbahn GmbH erfolgt auf Basis eines privatrechtlichen Verkehrsdurchführungsvertrages (Geschäftsbesorgungsvertrag), in Essen auf Basis eines Ergebnisabführungsvertrages (EAV) mit der Essener Versorgungs- und Verkehrsgesellschaft (EVV) mbH. Zu den Beteiligungs- und Vertragsstrukturen siehe Grafik.
In Essen gibt es eine gemeinsame Leitstelle sowie Werkstätten für beide Städte. In Mülheim konzentrieren sich die Abteilungen für Infrastruktur und Bauwerke.

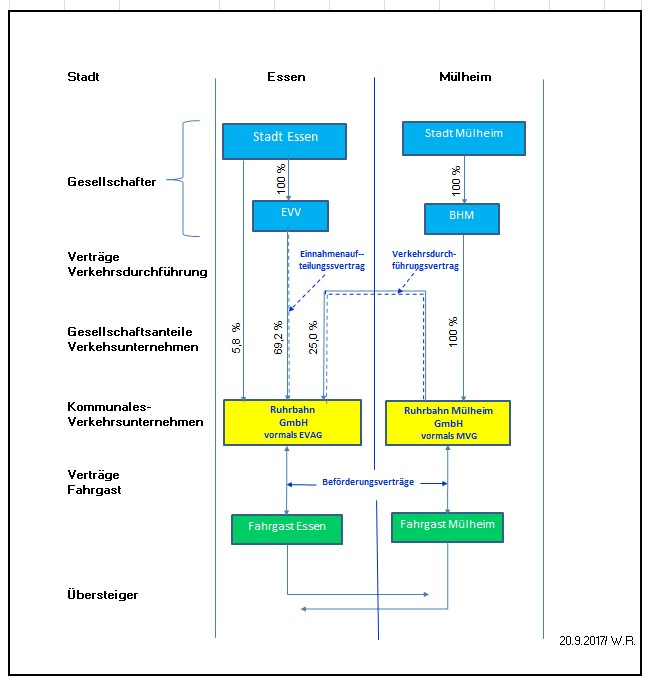
Ruhrbahn: Beteiligungs- und Vertragsverhältnisse, Stand 20. September 2017

## Kritik
Zur Gründung der Ruhrbahn gab es kritische Stimmen. Kritikpunkte waren unter anderem:
- keine wirkliche Fusion der beiden Verkehrsbetriebe
- Zweifel an der Rechtssicherheit der angestrebten Direktvergabe (Verordnung (EG) Nr. 1370/2007)
- auf Dauer unterschiedliche Altersversorgungen der Mitarbeiter
- Sicherheitsleistungen der Stadt Essen gegenüber der RZVK für ehemalige Mülheimer Mitarbeiter
- unterschiedliche soziale Standards der Mitarbeiter, die zum Teil noch vor der Einbringung der Mitarbeiter einseitig angehoben wurden[11][12]
- Beschlüsse in der Gesellschafterversammlung müssen einvernehmlich gefasst werden (Gesellschaftervertrag § 12)
- Übernahme der Verpflichtungen (Schulden) der MVG
- Verbleib der Linienkonzessionen in Mülheim

Kritisiert wird auch die Informationspolitik der Stadt Essen, deren Ratsunterlagen im Gegensatz zur Stadt Mülheim der Öffentlichkeit vorenthalten werden.

## Linien

### Stadtbahn

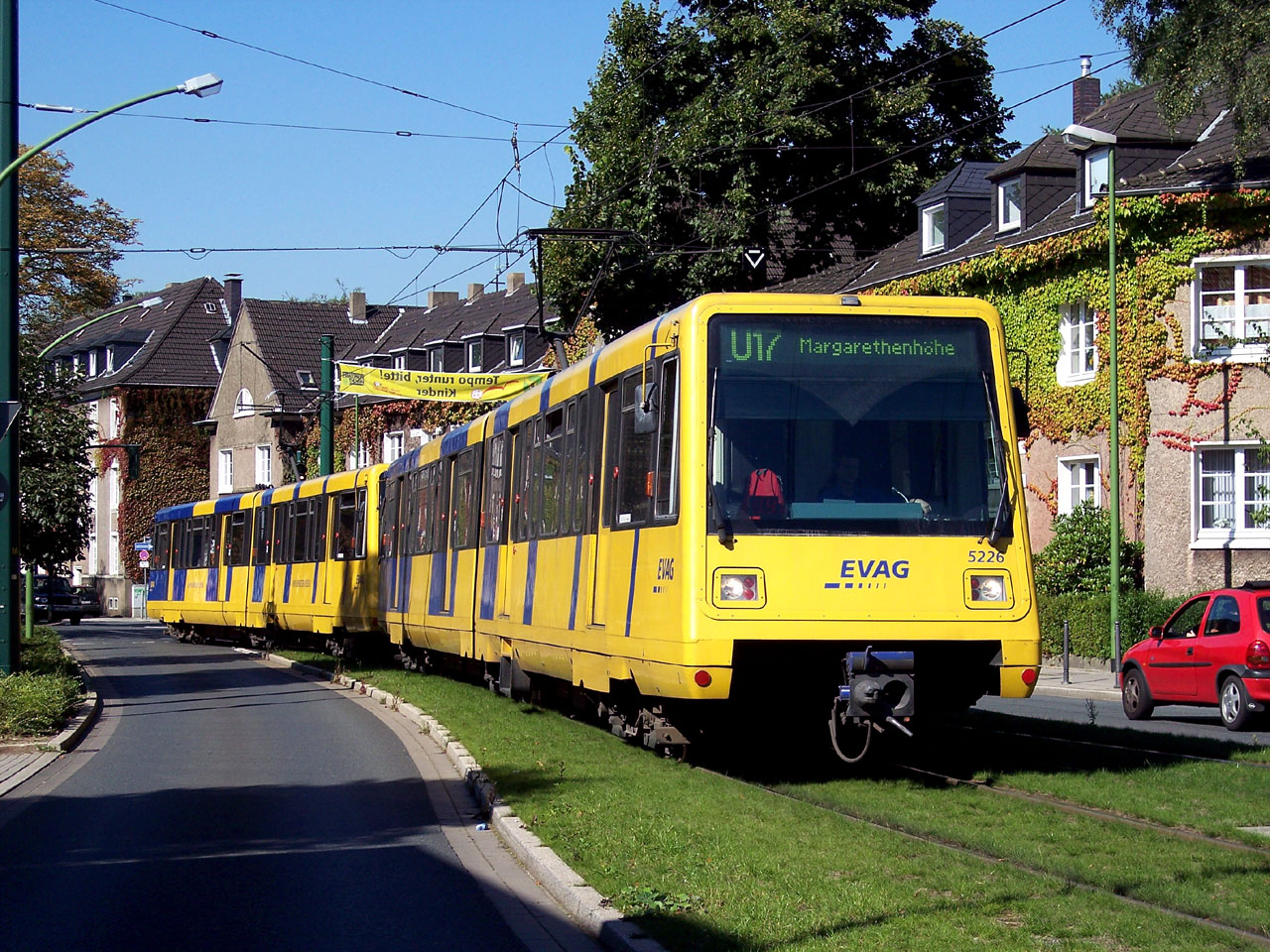
P89 5226 auf der Margarethenhöhe

| Linie | Linienweg | Takt Mo–Fr | Takt Sa (in Min.) | Takt So (in Min.) |
| ----- | --- | ---------- | ----------------- | ----------------- |
|       | GE-Horst, Buerer Straße – Schloss Horst – GE-Horst, Fischerstraße – E-Karnap, Alte Landstraße – Boyer Straße – E-Karnap, Arenbergstraße – E-Altenessen, Heßlerstraße – II. Schichtstraße – U Karlsplatz – U Altenessen Mitte – U Kaiser-Wilhelm-Park – U Altenessen Bf – U Bäuminghausstraße – U Bamlerstraße – U Universität Essen – U Berliner Platz – U Hirschlandplatz – U Essen Hbf – U Philharmonie – U Rüttenscheider Stern – U Martinstraße – U Messe Ost/Gruga – Essen, Messe West/Süd/Gruga | 10 min     | 15                | 15                |
|       | E-Altenessen, U Karlsplatz – U Altenessen Mitte – U Kaiser-Wilhelm-Park – U Altenessen Bf – U Bäuminghausstraße – U Bamlerstraße – U Universität Essen – U Berliner Platz – U Hirschlandplatz – U Essen Hbf – U Bismarckplatz – U Planckstraße – Gemarkenplatz – Holsterhauser Platz (Klinikum) – Halbe Höhe – Laubenweg – E-Margarethenhöhe | 10 min     | 15                | 15                |
|       | Essen, U Berliner Platz – U Hirschlandplatz – U Essen Hbf – U Bismarckplatz – Savignystraße/ETEC – Hobeisenbrücke – E-Frohnhausen, Wickenburgstraße – Mülheim (Ruhr), Rhein-Ruhr-Zentrum – Rosendeller Straße – U Eichbaum – U Heißen Kirche – U Mühlenfeld – U Christianstraße – U Gracht – U Von-Bock-Straße – U Mülheim (Ruhr) Hbf | 10 min     | 15                | 15                |

Die Fahrzeuge der Stadtbahn haben Normalspur. Die Linie U11 ist eine gemeinsame Linie der Ruhrbahn und der Bogestra. Die Fahrzeuggestellung erfolgt ausschließlich durch die Ruhrbahn.

### Straßenbahn
| Linie   | Linienweg | Takt Mo–Fr | Takt Sa (in Min.) | Takt So (in Min.) |
| ------- | --- | --- | ----------------- | ----------------- |
| 101 106 | Borbeck Germaniaplatz – Bergeborbeck Leimgartsfeld – Bergeborbeck Bf – Helenenstraße – U Berliner Platz – U Rheinischer Platz – U Rathaus Essen – U Essen Hbf – Rüttenscheider Stern – Holsterhauser Platz – Hobeisenbrücke – Alfred-Krupp-Schule – Essen West – Helenenstraße Die Linie 101 verkehrt Borbeck → Helenenstraße → Hauptbahnhof → Rüttenscheid → Helenenstraße Die Linie 106 verkehrt Helenenstraße → Rüttenscheid → Hauptbahnhof → Helenenstraße → Borbeck | 10 min | 15                | 15                |
| 102     | Oberdümpten – Dümpten – Aktienstraße – Mülheim Hbf – Stadtmitte – Schloß Broich – Broich – Uhlenhorst | 15 min (10 min an Schultagen von 7-9 Uhr) | 15                | 15                |
| 103     | Dellwig Wertstraße – Essen-Dellwig Bf – Gerschede – Borbeck Germaniaplatz – Borbeck Bf – Schloss Borbeck – Borbeck Süd Bf – Helenenstraße – U Berliner Platz – U Rheinischer Platz – U Rathaus Essen – U Essen Hbf (nur abends sowie sonn-/feiertags) / (Hollestraße – Huttrop – Steele ) | 10 min1 | 15                | 30/15             |
| 104     | (Essen Abzweig Aktienstraße) – Winkhausen – Aktienstraße – Friedrich-Ebert-Straße – Mülheim Stadtmitte – Evangelisches Krankenhaus | 15 (15) min | 15 (30)           | 15 (30)           |
| 105     | Naturlinie 105: Frintrop Unterstraße (Stadtgrenze Oberhausen) – Bedingrade – Abzweig Aktienstraße – Borbeck Süd Bf – Helenenstraße – U Berliner Platz – U Rheinischer Platz – U Rathaus Essen – U Essen Hbf – Essen Süd – Bergerhausen – Rellinghausen Finefraustraße | 10 min 4 | 15                | 30/15             |
| 107     | Kulturlinie 107: U Gelsenkirchen Hbf – U Heinrich-König-Platz – Gelsenkirchen Musiktheater – Gelsenkirchen-Feldmark – Essen-Katernberg – Zollverein Nord Bf – Abzw. Katernberg – Zollverein – Stoppenberg – U Viehofer Platz – U Rathaus Essen – U Essen Hbf (– U Philharmonie – U Rüttenscheider Stern – Rüttenscheid U Martinstraße – U Florastraße – Bredeney) nach Bredeney nur in der HVZ, diese Fahrten enden/beginnen am Abzweig Katernberg                       | 20 min (Gelsenkirchen–Hanielstr.) 10 min (Hanielstr.–Essen Hbf) 4/6 min (Abzw. Katernb.–Essen Hbf zur HVZ) 10 min (Essen Hbf–Bredeney zur HVZ) 2/3 | 30/15             | 30/15             |
| 108     | Altenessen Bf – Höltestraße – Seumannstraße – Katzenbruchstraße – Am Freistein – U Viehofer Platz – U Rathaus Essen – U Essen Hbf – U Philharmonie – U Rüttenscheider Stern – Rüttenscheid U Martinstraße – U Florastraße – Alfredusbad – Kruppallee – Frankenstraße – Bredeney | 10 min 7 | 15                | 15                |
| 109     | Frohnhausen Breilsort – Alfred-Krupp-Schule – Berthold-Beitz-Boulevard – U Berliner Platz – U Rheinischer Platz – U Rathaus Essen – Hollestraße – Huttrop – Steele | 10 min | 15                | 15                |
| 112     | OB-Sterkrade, Neumarkt – OB-Sterkrade Bf – OLGA-Park – Neue Mitte Oberhausen – Oberhausen Hbf – Landwehr – Mülheim-Styrum – Mülheim-West – Friedrich-Ebert-Straße – Mülheim Stadtmitte – Mülheim Kaiserplatz – Oppspring – Hauptfriedhof Linie verkehrt zwischen Sterkrade und Oberhausen Hauptbahnhof über die ÖPNV-Trasse Oberhausen. | 15 min | 15                | 15 5              |
| 901     | DU-Obermarxloh – Marxloh Pollmann – Bruckhausen – Beeck – Laar – Scholtenhofstraße1 – Ruhrort Bf – Ruhrort Friedrichsplatz – Kaßlerfeld – Rathaus – König-Heinrich-Platz – Duisburg Hbf – Zoo/Uni2 – Mülheim-Raffelberg – Speldorf – Schloß Broich – MH-Stadtmitte – Mülheim Hbf Zur HVZ mit zusätzlicher Fahrt zwischen 1 und 2 jeweils 5 Minuten abweichend auf den Regeltakt                                                                                          | 15 min | 15                | 30 6              |

Stand: 11.8.2023
Die Straßenbahn hat eine Spurweite von einem Meter. Im Moment werden also sowohl Normalspur- als auch Meterspurfahrzeuge parallel betrieben.

1 mo–fr (außer in den Schulferien) von ca. 5:30 Uhr bis 18:30 Uhr und samstags zwischen 11 und 18 Uhr über Hollestr. nach Steele und in der SVZ ab Rathaus Essen nach Essen Hbf.

2 gemeinsame Linie der Ruhrbahn/Bogestra (Fahrzeugbereitstellung fast ausschließlich durch Ruhrbahn)

3 in der HVZ Verstärkerfahrten Katernberg–Bredeney, ansonsten nur bis Hbf.
Als HVZ-Einsetzer werden ausschließlich Hochflur-Wagen (Typ M8C) eingesetzt.

4 in der Frühspitze auf Teilstrecken einzelne Verstärkungsfahrten

5 gemeinsame Linie der Ruhrbahn/StOAG

6 gemeinsame Linie der Ruhrbahn/DVG (Fahrzeuggestellung ausschließlich durch DVG)

7 ausschließlich Einsatz von Hochflur-Wagen (Typ M8C)

### Bus

#### Tagnetz
| Linie   | Linienweg | Takt Mo–Fr                                                                                       | Takt Sa (in Min.)   | Takt So (in Min.)   | Betreiber            |
| ------- | --- | ------------------------------------------------------------------------------------------------ | ------------------- | ------------------- | -------------------- |
| SB15    | Essen Hbf – Bergerhausen Huttropstr. – Annental – Lehmanns Brink – Überruhr-Holthausen – Burgaltendorf Burgruine | 10 min                                                                                           | 15/30               | 30                  | Ruhrbahn             |
| 125     | Oberhausen-Wehrstraße – Dümpten – Sellerbeckstraße – Eppinghofen – Mülheim Hbf – Mülheim Stadtmitte – Schloß Broich – Broich – Speldorf (– Peterstraße) – Südhafen – Ruhrorter Straße | 15 (30) min                                                                                      | 15 (30)             | 15 (30)             | Ruhrbahn             |
| 129     | Broich Friedhof – Speldorf – Raffelberg – Schleuse Raffelberg – Styrum Friesenstraße – Hauskampstraße/Bf Styrum – Styrum Sültenfuß – Dümpten – Winkhausen – Heißen Kirche – Eichbaum – Mülheim-Heimaterde – Essen-Haarzopf Erbach | 30 min                                                                                           | 30                  | 60                  | Ruhrbahn             |
| 130     | Oberhausen, City Forum – Oberhausen Hbf – Oberhausen-Styrum – Mülheim-Styrum – Schloss Styrum – Mülheim Hbf – Mülheim Stadtmitte – Wasserstraße – Max-Planck-Institute – Oppspring – Mülheim Hauptfriedhof – Raadt – Flughafen Essen/Mülheim – Essen-Haarzopf Erbach – Fulerum Gemeindezentrum – Rhein-Ruhr-Zentrum | 20 min                                                                                           | 30                  | 30                  | Ruhrbahn/STOAG       |
| 131     | Gustav-Heinemann-Schule / Boverstr. – Mülheim-Winkhausen – Mülheim Hbf – Mülheim Stadtmitte – Schloß Broich – Broich – Saarn Lindenhof – Mülheim-Selbeck – Ratingen-Breitscheid Flurstraße | 30 min                                                                                           | 30                  | 60                  | Ruhrbahn             |
| 134     | HafenCenter – Südhafen – Speldorf – Uhlenhorst – Saarn – Mintard Am Biestenkamp – Essen-Schloss Hugenpoet – Kettwig, Ringstraße – Kettwiger Markt | 60 min                                                                                           | 60                  | 60                  | Ruhrbahn             |
| 135     | (Nordhafen – HafenCenter) – Mülheim Hbf – Mülheim Stadtmitte – Schloß Broich – Saarn – Saarner Kuppe | 15/7,5 von 6-9 Uhr (15) min                                                                      | 15 (15)             | 15 (-)              | Ruhrbahn             |
| 136     | Oberhausen-Anne-Frank-Realschule – Oberhausen Hbf – Mülheim-Dümpten – Winkhausen – Heißen Kirche | 60 min                                                                                           | 60                  | 60                  | Ruhrbahn             |
| 139     | Broich Friedhof – Saarner Kuppe – Mendener Brücke – Oppspring – Rumbachtal – Heißen Kirche – Heimaterde – Rhein-Ruhr-Zentrum – Essen-Frohnhausen Breilsort | 30 min                                                                                           | 30                  | 60                  | Ruhrbahn             |
| 140     | Borbeck Bf – Schloss Borbeck – Borbeck Germaniaplatz – Altenessen Bf – Stoppenberg Ernestinenstraße | 20 min                                                                                           | 15/30               | 30                  | Ruhrbahn             |
| 141     | Kupferdreh – Byfang – Hattingen-Niederwenigern – Lembeck – Hattingen (Ruhr) Mitte | 30 min                                                                                           | 30/60               | 60                  | Ruhrbahn/VER         |
| 142     | Annental, Betriebshof Ruhrallee – Rellinghausen – Stadtwaldplatz – Rüttenscheid Martinstraße – Alfredbrücke – Messe Essen/Gruga – Messe West/Süd/Gruga – Bredeney Friedhof – Schuir Abzweig Flughafen – Schwimmbad Kettwig – Kettwiger Markt – Kettwig | 20 min 10 min (HVZ)                                                                              | 15/30               | 30                  | Ruhrbahn             |
| 143     | Borbeck Bf – Borbeck Lindnerpl. – Essen-Gerschede – Bedingrade – Essen-Frintrop – Oberhausen-Bermensfeld – Knappenmarkt – Bismarckstraße – Rathaus – Oberhausen Hbf – DU-Obermeiderich Bf – Oberhausen-Alstaden Fröbelplatz | 20 min 10 min (HVZ)                                                                              | 30                  | 30                  | Ruhrbahn/STOAG       |
| 144     | Leithe Grimbergstraße – Kray Nord Bf – Kray Mitte – Kray Süd Bf – Steele (– Überruhr-Hinsel – Lehmanns Brink – Annental – Rellinghausen – Stadtwaldplatz) (nur morgens und mittags) | 30 min 20 min (HVZ) 3                                                                            | 30                  | 30                  | Ruhrbahn             |
| 145     | Essen-Haarzopf Erbach – Fulerum, Südwestfriedhof – Frohnhausen, Wickenburgstraße – Alfred-Krupp-Schule – Weststadt – Berliner Platz – Rathaus Essen – Essen Hbf – Rüttenscheid – Stadtwaldplatz – Heisingen Baldeneysee | 20 min (Erbach–Rath. Essen) 10 min (Rath. Essen–Heisingen) 5 min (Rath. Essen–Heisingen zur HVZ) | 15/30               | 15/30               | Ruhrbahn             |
| 146     | Essen Hbf – Huttrop Feldhaushof – Frillendorfer Platz – Kray Mitte – Kray Nord Bf – Kray Mitte – Kray Süd Bf – Isinger Feld – Leithe Wackenberg | 5 min (Essen Hbf–Kray Nord) 20 min (Kray Nord–Leithe)                                            | 7,54/15/30          | 15/30               | Ruhrbahn             |
| 151     | Rhein-Ruhr-Zentrum – Heißen Kirche – Rumbachtal – Mülheim Hbf – Mülheim Stadtmitte – Kahlenberg (Fuß des Berges am Ruhrufer) – Mülheim-Menden – Kettwig-Ickten – Schwimmbad Kettwig → Kettwig, Ringstraße → Kettwiger Markt | 60 min                                                                                           | 60                  | 60                  | Ruhrbahn             |
| 153     | Essen-Heisingen Baldeneysee – Heisingen Ortsmitte – Rote Mühle – Kampmannbrücke – Kupferdreh – Kupferdreh Altersheim | 30 min                                                                                           | 30                  | 60                  | Ruhrbahn             |
| 154     | Essen-Beisen – Schonnebeck – Frillendorf Hubertstraße – Betriebshof Stadtmitte – Rathaus Essen – Essen Hbf – Huttropstraße – Bergerhausen – Annental Betriebshof Ruhrallee | 20 min                                                                                           | 30                  | 30                  | Ruhrbahn             |
| 155     | Gelsenkirchen-Rotthausen Achternbergstraße – Schonnebeck – Frillendorf Hubertstraße – Betriebshof Stadtmitte – Rathaus Essen – Essen Hbf – Huttropstraße – Bergerhausen – Annental – Heisingen Rote Mühle – Kampmannbrücke – Kupferdreh | 20 min                                                                                           | 30                  | 30                  | Ruhrbahn             |
| 159     | Essen-Burgaltendorf Burgruine – Hattingen-Niederwenigern, Schwimmbrücke Verkehrt ab Burgaltendorf als Linie 180 weiter. | 60 min                                                                                           | -                   | -                   | Ruhrbahn             |
| 160     | Borbeck Bf – Altendorf Schölerpad – Nöggerathstr. – Frohnhausen, Gervinusstr. – Holsterhausen – Rüttenscheid Martinstraße – Bergerhausen Huttropstr. – Huttrop Schwanenbuschstr. – Frillendorf – Stoppenberg Ernestinenstr. | 20 min                                                                                           | 30                  | 30                  | Ruhrbahn             |
| 161     | Altendorf Schölerpad – Frohnhausen – Frohnhausen – Holsterhausen – Rüttenscheid Martinstraße – Bergerhausen Huttropstr. – Huttrop Schwanenbuschstr. – Frillendorf – Stoppenberg Ernestinenstr. | 20 min                                                                                           | 30                  | 30                  | Ruhrbahn             |
| 162 172 | Ringlinie Altenessen: Karlsplatz – Altenessen Mitte – Altenessen Bf – Rahmviertel – Karlsplatz Linie 162 verkehrt gegen den Uhrzeigersinn, die Linie 172 verkehrt im Uhrzeigersinn. | 30 min                                                                                           | 30                  | 60                  | Ruhrbahn             |
| 164 184 | Ringlinie Steele-Hörsterfeld: Steele – Ruhrau – Hörsterfeld – Eiberg – Freisenbruch – Steele Ost – Steele Linie 164 verkehrt gegen den Uhrzeigersinn, die Linie 184 verkehrt im Uhrzeigersinn. | 10 min                                                                                           | 15/30               | 30/60               | Ruhrbahn             |
| 166     | Essen-Dellwig Bf – Dellwig – Gerscheder Weiden – Bergeborbeck – Gewebepark M1 – Universität Essen – Berliner Platz – Bismarckplatz – Essen Hbf – Rathaus Essen – Frillendorfer Platz – Kray Eickenscheidt – Steele – Überruhr-Hinsel – Überruhr-Holthausen Klapperstr. – Burgaltendorf Burgruine – Hattingen-Niederwenigern | 20 min (Dellwig–Burgaltend.) 20/40 min (Burgaltend.–Niederwenigern)                              | 15/60               | 30/60               | Ruhrbahn             |
| 169     | Essen-Margarethenhöhe – Friedhof Bredeney – Bredeney – Werden – Werdener Markt – Heidhausen – Essen, Grenze Heidhausen – Velbert-Losenburg Kettwiger Str. – Velbert Unterstadt – Velbert ZOB | 20 min (M’höhe–Bredeney) 10 min (Bredeney–Heidhausen) 20 min (Heidhausen–Velbert)                | 15                  | 15/30               | Ruhrbahn/ /Rheinbahn |
| 170     | Borbeck Bf – Borbeck Germaniaplatz – Bergeborbeck – Vogelheim – Altenessen Mitte – Katernberger Markt – Zollverein Nord Bf – Schonnebeck – Zeche Bonifacius – Kray Nord Bf – Kray Mitte – Leithe – Freisenbruch – Steele Ost – Steele | 10 min (HVZ: 5 min) (Borbeck–Kray Mitte) 20 min (HVZ: 10 min) (Kray Mitte–Steele)                | 15/30               | 30                  | Ruhrbahn             |
| 173     | Karlsplatz – Altenessen-Nord – Theobaldstr. – Katernberger Markt | 30 min (vormittags 60 min)                                                                       | 30/60               | 60                  | Ruhrbahn             |
| 174     | Steele – Steele Ost – Freisenbruch – Eiberg – Eiberg Kirche | 20 min                                                                                           | 30                  | 30                  | Ruhrbahn             |
| T175    | Stadtwaldplatz – Augustinum Taxibus, der nur nach Voranmeldung verkehrt. | einzelne Fahrten                                                                                 | nur nach Bestellung | nur nach Bestellung | Ruhrbahn             |
| 177     | Steele – Überruhr-Hinsel – Überruhr-Holthausen – Holthausen Bf – (Heisingen Rote Mühle →) Kupferdreh – Kupferdreh Marienbergstr. | 20 min                                                                                           | 15/30               | 30                  | Ruhrbahn             |
| 180     | Kettwiger Markt – Kettwig – Schuirweg – Werden – Werdener Markt – Heidhausen Am Schwarzen – Hespertal – Dilldorf – Kupferdreh – Burgaltendorf Burgruine Verkehrt ab teilweise weiter Burgaltendorf als Linie 159 zur Schwimmbrücke. | 30 min                                                                                           | 30                  | 60/30               | Ruhrbahn             |
| 182 192 | Quartierbus Werden (Ringlinie): Werden – Werdener Markt – Fischlaken – Am Schwarzen – Heidhauser Platz – Jugendherberge – Werden Verkehrt mit Kleinbussen; Linie 182 im Uhrzeigersinn, die Linie 192 gegen den Uhrzeigersinn | 20 min                                                                                           | 30                  | 30                  | Ruhrbahn             |
| 183     | Altenessen Karlsplatz – Altenessen Bf – Kokerei Zollverein – Stoppenberg – Schonnebeck – Zollverein Nord Bf – Katernberger Markt | 30 min                                                                                           | 30/60               | 60                  | Ruhrbahn             |
| 185     | Borbeck Bf – Borbeck Fürstäbtissinstr. – Bedingrade – Essen-Gerschede – Dellwig – Essen-Dellwig Bf – Essen-Frintrop – Neue Mitte Oberhausen | 20 min                                                                                           | 30                  | 30                  | Ruhrbahn/STOAG       |
| 186     | Bottrop ZOB Berliner Platz – Bottrop Hbf – Ebel Zeche Prosper – Essen-Dellwig Schilfstr. – Gerscheder Weiden – Borbeck Germaniaplatz – Borbeck Bf – Bedingrade – Schönebeck – Borbeck Süd Bf – Altendorf Schölerpad | 20 min                                                                                           | 30                  | 30                  | Ruhrbahn             |
| 190     | Quartierbus Werden: Werden – Werden Brücke – Papiermühle – Heidhausen, Ruhrlandklinik – Heidhauser Platz Linie verkehrt mit Kleinbussen | 60 min                                                                                           | 60                  | 60                  | Ruhrbahn             |
| 194     | Gelsenkirchen Hbf – Gelsenkirchen-Rotthausen – Zeche Bonifacius – Kray Nord Bf – Kray Mitte – Kray Süd Bf – Steele – Essen-Rellinghausen – Stadtwaldplatz – Bredeney – Essen-Haarzopf Erbach | 20 min                                                                                           | 15/30               | 30                  | Ruhrbahn/ Bogestra   |
| 196     | Bergeborbeck Hornbach – Hafenverwaltung – Vogelheim – Bergeborbeck Bf – Gewebepark M1 – Universität Essen – Berliner Platz – Rathaus Essen – Essen Hbf – Bismarckplatz – Alfred-Krupp-Schule – Frohnhausen, Wickenburgstraße – Betriebshof Schweriner Straße | 20 min                                                                                           | 30                  | 60/30               | Ruhrbahn             |
| 348     | Essen Abzweig Katernberg – Essen-Beisen – Gelsenkirchen-Rotthausen Auf der Reihe – Gelsenkirchen Hbf – Leipziger Str. – Bulmke-Hüllen – Konradstraße | 20 min                                                                                           | 30                  | 30                  | Ruhrbahn/ Bogestra   |
| 363     | Steele – Steele Ost – Essen-Freisenbruch – Bochum-Höntrop Kirche – Wattenscheid-Mitte August-Bebel-Platz – Südfeldmark | 30 min                                                                                           | 30                  | 60                  | Ruhrbahn/ Bogestra   |
| 752     | Mülheim Hbf – MH-Stadtmitte – Schloß Broich – MH-Saarn, Friedrich-Freye-Straße;– MH-Selbeck, Stooter Straße – Ratingen-Breitscheid, Krummenweg – Lintorf, Friedhof – Am Kämpchen – Rehhecke – Lintorf, Rathaus – Tiefenbroicher Straße – ( Ratingen-Tiefenbroich, Annastraße – Ratingen, Kaiserswerther Straße – Ratingen-West, Dieselstraße – Eckampstraße – Düsseldorf, Neu-Lichtenbroich – ) Mörsenbroich, Heinrichstraße – D-Derendorf – Pempelfort, Münsterstraße/Feuerwache – Stadtmitte, Jacobistraße (Pempelforter Straße , 200 m) – Oststraße – Düsseldorf Hbf \|\| 60 \|\| 60 \|\| 60 \|\| Ruhrbahn/ Rheinbahn |                                                                                                  |                     |                     |                      |
| 753     | MH-Saarn, Alte Straße – MH-Selbeck, Stooter Straße – Ratingen-Breitscheid, Krummenweg – Ratingen, Hauser Ring – Ratingen Mitte \|\| 60 \|\| 60 \|\| 60 \|\| Ruhrbahn/ Rheinbahn |                                                                                                  |                     |                     |                      |
| T11     | TaxiBus: Heißen Kattowitzer Straße – Heißen Kirche | 60 min                                                                                           | nur nach Bestellung | nur nach Bestellung | Ruhrbahn             |

2 30-Minuten-Takt nur in der HVZ in Lastrichtung

3 Steele – Stadtwaldplatz nur während des Schülerverkehrs: 7:00 bis 8:00 Uhr und 13:00 bis 14:30 Uhr

4 theoretischer 7½-Minuten-Takt, tatsächlich im 7/8-min-Takt zwischen Essen Hauptbahnhof und Kray Nord Bf

#### Nachtnetz

##### Essen
In Essen fahren die Busse der Nachtexpresslinien täglich um 23:30, 0:00, 0:30 und 1:30 Uhr sternförmig vom Hauptbahnhof in die Stadtteile; samstags zusätzlich um 2:30, 3:30, 4:30, 5:30, 6:00 und 6:30 Uhr (sonn- und feiertags bis 7:30 Uhr, jedoch ohne 6:00-Uhr-Fahrt). Die Rückfahrten in Richtung Hauptbahnhof sind so gelegt, dass sich alle Linien zwischen den Minuten 20′ und 25′ am Hauptbahnhof einfinden und ein Umsteigen in alle Richtungen möglich ist. Nicht innerhalb dieser Sternfahrten verkehren die Linien NE14 und NE15, die als Halbring südlich um die Stadtmitte bzw. durch die nördlichen Stadtteile die äußeren Stadtteile direkt miteinander verbinden. Außerdem verkehrt die Linie NE13 der BOGESTRA auf einem Rundkurs GE Hbf – Wattenscheid – Rotthausen – GE Hbf, die einige Haltestellen in Kray und Schonnebeck bedient. Zur Feinerschließung werden die NE-Linien durch TaxiBusse ergänzt, zu denen an ausgewiesenen Haltestellen nach Anmeldung umgestiegen werden kann. Dieses sogenannte NachtNetz stellt den Essener ÖPNV-Nutzern am Wochenende rund um die Uhr ein fein verzweigtes Nahverkehrsangebot zur Verfügung, mit dem fast alle Haltestellen erreicht werden können.
An Wochentagen gilt nach der Abfahrt um 1:30 Uhr ab Hauptbahnhof eine generelle Betriebsruhe bis 4:30 Uhr.
| Linie  | Linienweg | Betreiber          | Bemerkung |
| ------ | --- | ------------------ | --------- |
| NE1    | Essen Hbf – Rathaus Essen – Altenessen – E-Karnap (– GE-Horst, Essener Str.)1                                                                                  | Ruhrbahn           |           |
| TB1.1  | Altenessen Bf – Zangenstr. – Etterbach – Grabenstr. | Ruhrbahn           | Taxibus   |
| TB1.2  | Karlstr. – Kirche Heßlerstr. – Köln-Mindener-Str. – Rathaus Altenessen                                                                                         | Ruhrbahn           | Taxibus   |
| NE2    | Essen Hbf – Rathaus Essen – Katernberg Hanielstr. (– GE-Feldmark, Trabrennbahn)2                                                                               | Ruhrbahn           |           |
| TB2.1  | Abzw. Katernberg – Saatbruchstr. – Schultenkamp | Ruhrbahn           | Taxibus   |
| NE3    | Essen Hbf – Schonnebeck – Isinger Feld – Kray Rodenseelbrücke                                                                                                  | Ruhrbahn           |           |
| TB3.1  | E-Kellinghausstr. – GE-Rotthausen, Achternbergstr. – E-Schönscheidtstr.                                                                                        | Ruhrbahn           | Taxibus   |
| NE4    | Essen Hbf – Frillendorf – Steele – Überruhr – Burgaltendorf Burgruine                                                                                          | Ruhrbahn           |           |
| TB4.1  | E-Burgaltendorf Burgruine – HAT-Engels/Breddestr. – E-Nöckersberg                                                                                              | Ruhrbahn           | Taxibus   |
| NE5    | Essen Hbf – Huttrop – Steele – Hörsterfeld (verkehrt bis auf weiteres nicht über Freisenbruch und Bergmannsfeld)                                               | Ruhrbahn           |           |
| NE51   | Steele – Freisenbruch – Bergmannsfeld (verkehrt als Ersatz für die Linie NE 5 Richtung Bergmannsfeld während der Sperrung der Eisenbahnbrücke in Essen Eiberg) | Ruhrbahn           |           |
| TB5.1  | Freisenbruchstr. – Wackenberg – Eiberg Kirche | Ruhrbahn           | Taxibus   |
| NE6    | Essen Hbf – Bergerhausen – Rellinghausen – Überruhr – Kupferdreh Bf                                                                                            | Ruhrbahn           |           |
| TB6.1  | Annental – Klinkestr. – Kunstwerkhütte – Grendplatz | Ruhrbahn           | Taxibus   |
| TB6.2  | E-Kupferdreh Bf – HAT-Nasse – E-Grunewald | Ruhrbahn           | Taxibus   |
| TB6.3  | E-Kupferdreh Bf – Marienbergstr. – Dattenberg – Prinz-Friedrich-Str.                                                                                           | Ruhrbahn           | Taxibus   |
| NE7    | Essen Hbf – Stadtwald – Heisingen Baldeneysee | Ruhrbahn           |           |
| TB7.1  | Stadtwaldplatz – Zweigerstein – Stiftplatz | Ruhrbahn           | Taxibus   |
| TB7.2  | Heisingen Kirche – Rote Mühle – Kampmannbrücke – Satoriusstr.                                                                                                  | Ruhrbahn           | Taxibus   |
| NE8    | Essen Hbf – Rüttenscheid – Bredeney – Werden – Heidhausen – Velbert-Birth – Velbert ZOB                                                                        | Ruhrbahn/Rheinbahn |           |
| TB8.1  | Frankenstr. – Zur Villa Hügel – Voßbuschstr. | Ruhrbahn           | Taxibus   |
| TB8.2  | Werdener Markt – Fischlaken – Hespertal – Overhammshof | Ruhrbahn           | Taxibus   |
| NE9    | Essen Hbf – Holsterhausen – Margarethenhöhe – Hatzper Str. | Ruhrbahn           |           |
| NE10   | Essen Hbf – E-Frohnhausen – Mülheim, Rhein-Ruhr-Zentrum – E-Haarzopf                                                                                           | Ruhrbahn           |           |
| TB10.1 | Gervinusstr. – Nöggerathstr. – Breilsort – Kleine Lehnbachstr.                                                                                                 | Ruhrbahn           | Taxibus   |
| TB10.2 | E-Erbach – MH-Heimaterde – E-Fängershof – Tommesweg | Ruhrbahn           | Taxibus   |
| NE11   | Essen Hbf – Rathaus Essen – Altendorf – E-Frintrop – OB-Neue Mitte – Oberhausen Hbf                                                                            | Ruhrbahn/StOAG     |           |
| TB11.1 | Bockmühle – Kesselstr. – Kampstr. – Roggenstr. | Ruhrbahn           | Taxibus   |
| TB11.2 | Fliegenbusch – Antoniusstr. – Roßstr. – Schloß Borbeck | Ruhrbahn           | Taxibus   |
| TB11.3 | Am Kreyenkrop – Stensbeckhof – E-Dümptener Str. – OB-Priestershof                                                                                              | Ruhrbahn           | Taxibus   |
| NE12   | Essen Hbf – Rathaus Essen – Altendorf – Bergeborbeck – Dellwig – Borbeck Bf                                                                                    | Ruhrbahn           |           |
| TB12.1 | Dellwig – Wertstr. – Unterfrintrop – Höhenweg | Ruhrbahn           | Taxibus   |
| NE13   | Essen Hbf – Rüttenscheid – Schuir – Kettwig | Ruhrbahn           |           |
| NE14   | Bergeborbeck Bf – Altendorf – Frohnhausen – Holsterhausen – Rüttenscheid – Huttrop – Steele – Kray Nord Bf                                                     | Ruhrbahn           |           |
| NE15   | Borbeck Bf – Vogelheim – Altenessen – Katernberg – Schonnebeck – Kray Nord Bf                                                                                  | Ruhrbahn           |           |
| TB15.1 | Kleinstr. – Wildstr. – Karl-Legien-Str. – Hafenverwaltung | Ruhrbahn           | Taxibus   |
| NE16   | Essen Hbf – Bergeborbeck – Dellwig – Bottrop Hbf – Bottrop Berliner Platz ZOB                                                                                  | Ruhrbahn           |           |

1 nur in den Nächten Freitag/Samstag und Samstag/Sonntag sowie vor Wochenfeiertagen

2 zeitweise (zwei Fahrten samstags morgens)

##### Mülheim
| Linie | Linienweg | Takt | Betreiber        | Bemerkung |
| ----- | --- | --- | ---------------- | --------- |
| NE1   | MH-Stadtmitte → Dieter-aus-dem-Siepen-Platz → Dümpten → Eppinghofen → Winkhausen → Heißen Kirche → Mühlenfeld → Christianstraße → Gracht → Dieter-aus-dem-Siepen-Platz → Mülheim Hbf Nordeingang → MH-Stadtmitte Gegenrichtung zur Linie NE3                                                                              | 60 min | Ruhrbahn         |           |
| NE3   | MH-Stadtmitte → Dieter-aus-dem-Siepen-Platz → Mülheim Hbf Nordeingang → Christianstraße → Mühlenfeld → Heißen Kirche → Winkhausen → Dümpten → Eppinghofen → Dieter-aus-dem-Siepen-Platz → MH-Stadtmitte Gegenrichtung zur Linie NE1                                                                                       | 60 min | Ruhrbahn         | Bus       |
| NE4   | Mülheim Stadtmitte → Mülheim Kaiserplatz – Holthausen – Wasserstraße – MH-Müller Menden – Holthausen – Mülheim Hauptfriedhof – Raadt – Flughafen Essen/Mülheim | 60 min | Ruhrbahn         | Bus       |
| NE5   | Mülheim Stadtmitte – Mülheim Kaiserplatz − Holthausen – Rumbachtal – Heißen Kirche – Rhein-Ruhr-Zentrum | 60 min | Ruhrbahn         | Bus       |
| NE9   | Duisburg Hbf Osteingang – Zoo/Uni – Mülheim-Raffelberg – Speldorf – Schloß Broich – MH-Stadtmitte – Dieter-aus-dem-Siepen-Platz – Aktienstraße – Winkhausen – Essen Abzweig Aktienstraße | 60 min | Ruhrbahn         | Bus       |
| NE10  | OB-Sterkrade Bf – Schloss Oberhausen – Neue Mitte Oberhausen – Knappenmarkt – Oberhausen-Wehrstraße – Mülheim-Dümpten – Mülheim Hbf Nordeingang(←)/Dieter-aus-dem-Siepen-Platz(→) – Mülheim Stadtmitte – Schloß Broich – Broich – Saarn Alte Straße → Saarner Kuppe – Oemberg ← Saarn Lindenhof                           | 60 min | Ruhrbahn / STOAG | Bus       |
| NE12  | OB-Sterkrade Bf – OLGA-Park – Neue Mitte Oberhausen – Oberhausen Hbf – Landwehr – Mülheim-Styrum – Mülheim-West → Eppinghofen → Dieter-aus-dem-Siepen-Platz → Mülheim Kaiserplatz – Friedrich-Ebert-Straße ← MH-Stadtmitte Linie verkehrt zwischen Sterkrade und Oberhausen Hauptbahnhof über die ÖPNV-Trasse Oberhausen. | 60 min | STOAG / Ruhrbahn | Bus       |
| T1    | Mülheim, Rhein-Ruhr-Zentrum – Am Förderturm – Zeche Rosenblumendelle – Clausewitzstraße – E-Frohnhausen Breilsort | Mülheim, Rhein-Ruhr-Zentrum – Am Förderturm – Zeche Rosenblumendelle – Clausewitzstraße – E-Frohnhausen Breilsort                                          | Ruhrbahn         | Taxibus   |
| T2    | Goetheplatz – Winkhauser Weg – Steinkuhle – Leybankstraße – Eisenbahnbrücke – Gutenbergstraße – Knappenweg – Freiherr-vom-Stein-Str. | Goetheplatz – Winkhauser Weg – Steinkuhle – Leybankstraße – Eisenbahnbrücke – Gutenbergstraße – Knappenweg – Freiherr-vom-Stein-Str.                       | Ruhrbahn         | Taxibus   |
| T3    | Heißen Kirche – Heißen Schwimmbad – Alexanderstraße – Klotzdelle – Schule Blücherstraße – Blumendeller Str. | Heißen Kirche – Heißen Schwimmbad – Alexanderstraße – Klotzdelle – Schule Blücherstraße – Blumendeller Str.                                                | Ruhrbahn         | Taxibus   |
| T4    | Tilsiter Str. – Hauptfriedhof – Parsevalstraße – Horbeckstraße – Windmühlenstraße – Flughafen | Tilsiter Str. – Hauptfriedhof – Parsevalstraße – Horbeckstraße – Windmühlenstraße – Flughafen                                                              | Ruhrbahn         | Taxibus   |
| T5    | Müller Menden – Wöllenbeck – Holde Straße – Saalsweg – Ruhrtalbrücke – Im Körfken – Essen-Ickten – Wellmuth – E-Kettwig, Schwimmbad | Müller Menden – Wöllenbeck – Holde Straße – Saalsweg – Ruhrtalbrücke – Im Körfken – Essen-Ickten – Wellmuth – E-Kettwig, Schwimmbad                        | Ruhrbahn         | Taxibus   |
| T6    | Friedrich-Freye-Str. – Klostermarkt – Aubergweg – Dicken am Damm – Haus Kron – Staader Loch – Mintard Wasserbahnhof – Mintard Kirche – Am Biestenkamp | Friedrich-Freye-Str. – Klostermarkt – Aubergweg – Dicken am Damm – Haus Kron – Staader Loch – Mintard Wasserbahnhof – Mintard Kirche – Am Biestenkamp      | Ruhrbahn         | Taxibus   |
| T7    | Kiefernweg – Markenstr. – Am Rott – Lintorfer Str. – Erzweg – Stooter Str. – Kahlenbergsweg – Flurstraße | Kiefernweg – Markenstr. – Am Rott – Lintorfer Str. – Erzweg – Stooter Str. – Kahlenbergsweg – Flurstraße                                                   | Ruhrbahn         | Taxibus   |
| T8    | Strippchens Hof – Heuweg – Waldschlößchen | Strippchens Hof – Heuweg – Waldschlößchen | Ruhrbahn         | Taxibus   |
| T9    | Schützenstraße – Gustavstr. – Ulan-Becker-Str. – Neustadtstraße – Sültenfuß – Styrum Kirche – Hauskampstr./Bf. Styrum – Meidericher Str. – Steinmetzstraße | Schützenstraße – Gustavstr. – Ulan-Becker-Str. – Neustadtstraße – Sültenfuß – Styrum Kirche – Hauskampstr./Bf. Styrum – Meidericher Str. – Steinmetzstraße | Ruhrbahn         | Taxibus   |

##### E-Wagen (Einsatzwagen)

###### Mülheim
| Linie | Linienweg |
| ----- | --- |
| E11   | Schloß Broich – Mülheim Stadtmitte – Mülheim Hbf – Lippestraße                                                |
| E14   | Ruhrorter Straße – Südhafen – Lippestraße – Nordhafen                                                         |
| E22   | Sültenfuß – Styrum Steinkampstr. – Raffelberg – Broich Friedhof                                               |
| E25   | Mülheim Stadtmitte – Schloß Broich – Broicher Mitte                                                           |
| E29   | E-Frohnhausen – Amselstr. – Sunderplatz – Kleiststr. – Heißen Kirche – Winkhausen – Gustav-Heinemann-Schule   |
| E30   | Mülheim Stadtmitte – Ev. Krankenhaus – Max-Planck-Institute – Kuhlendahl                                      |
| E31   | Rtg.-Breitscheid Flurstraße – Selbeck – Kiefernweg – Lindenhof – Broich Friedhof – Kiebitzfeld                |
| E33   | Kiebitzfeld – Broicher Waldweg – Raffelberg – Hansastraße                                                     |
| E34   | Hansastraße – Raffelberg – Broicher Waldweg – Kiebitzfeld – Broich Friedhof – Schulzentrum Saarn              |
| E35   | Mülheim Hbf – Mülheim Stadtmitte – Schloß Broich – Alte Straße – Lehnerfeld                                   |
| E36   | Mariannenweg – Gustav-Heinemann-Schule – Winkhausen – Heißen Kirche – Kleiststraße                            |
| E39   | Hansastraße – Raffelberg – Broicher Waldweg – Lindenhof – Lehnerfeld – Kuhlendahl – An den Sportstätten       |
| E52   | Mülheim Hbf – Mülheim Stadtmitte – Schloß Broich – Alte Straße – Lehnerfeld – Selbeck – Theodor-Fliedner-Werk |
| E53   | Selbeck – Lehnerfeld – Kuhlendahl – An den Sportstätten                                                       |

Die Linienverläufe, außer E11 und E14, sind dabei ähnlich zu den (ehemaligen) Linienverläfen mit den gleichen zwei Endziffern, also der Verlauf der Linie E22 ist ähnlich zum ehemaligen Verlauf der Linie 122, der Verlauf der Linie E25 ähnlich zum Verlauf der Linie 125 usw.

## Fahrzeuge

### Stadtbahn

#### Docklands P86/P89
P86: Von dieser Baureihe wurden 1986 von Linke-Hofmann-Busch in Deutschland elf Einheiten gebaut und mit den Wagennummern 01 bis 11 in den Fahrzeugbestand der Docklands Light Railway (DLR) in London aufgenommen. Mit diesen Fahrzeugen nahm die DLR 1987 ihren Betrieb auf. Da die Wagen nicht mit brandhemmenden Materialien ausgestattet waren, durften sie aufgrund der strengen britischen Sicherheitsvorschriften für Schienenfahrzeuge in Tunneln nicht auf der 1991 eröffneten Tunnelstrecke zur Station Bank eingesetzt werden. Sie wurden 1991 an die Essener Verkehrs-AG (EVAG) verkauft und dort nach Umbauten (u. a. Einbau von Dachstromabnehmern und Fahrerkabinen) zwischen 1994 und 1998 in Betrieb genommen, konnten aber nur auf den Linien U11 und U18 eingesetzt werden. Markant war, dass das Londoner Lackschema blau/weiß/rot in Essen zunächst beibehalten wurde.
Ab 2005 stattete die EVAG zehn dieser Fahrzeuge in eigener Werkstatt mit einem zweiten Antrieb sowie mit einer verstärkten Bremsanlage aus, was den Betrieb im StVO-Bereich zulässt. Dies ermöglichte den Einsatz auch auf der Stadtbahnlinie U17. Außerdem ersetzte man die doppelflügeligen Innenschwenktüren durch einflügelige Schiebetüren. Durch diese Änderungen an der Technik sind die Einheiten des Typs P86 technisch mit den P89 identisch. Das elfte, nicht umgebaute Fahrzeug, wurde verschrottet.
P89: British Rail Engineering Ltd. baute 1989 weitere zehn Einheiten mit den Nummern 12 bis 21. Da mit der Eröffnung der Strecke nach Beckton die Strecken der DLR abschnittsweise auf ein anderes Linienzugbeeinflussungssystem (Alcatel SELTRAC) umgestellt wurden und die Baureihe P89 nicht mit den nachfolgenden Baureihen kuppelbar war, wurden diese Fahrzeuge Mitte der 1990er Jahre ebenfalls nach Essen verkauft und dort nach Umbauten zwischen 1999 und 2004 in den Fahrgastbetrieb übernommen. Die Einheiten der Baureihe P89 wurden im typischen EVAG-Lackschema (Gelb/Blau) lackiert und sind auf allen drei Stadtbahnlinien im Einsatz.

#### Stadtbahnwagen Typ B (B80C/S & B100S)

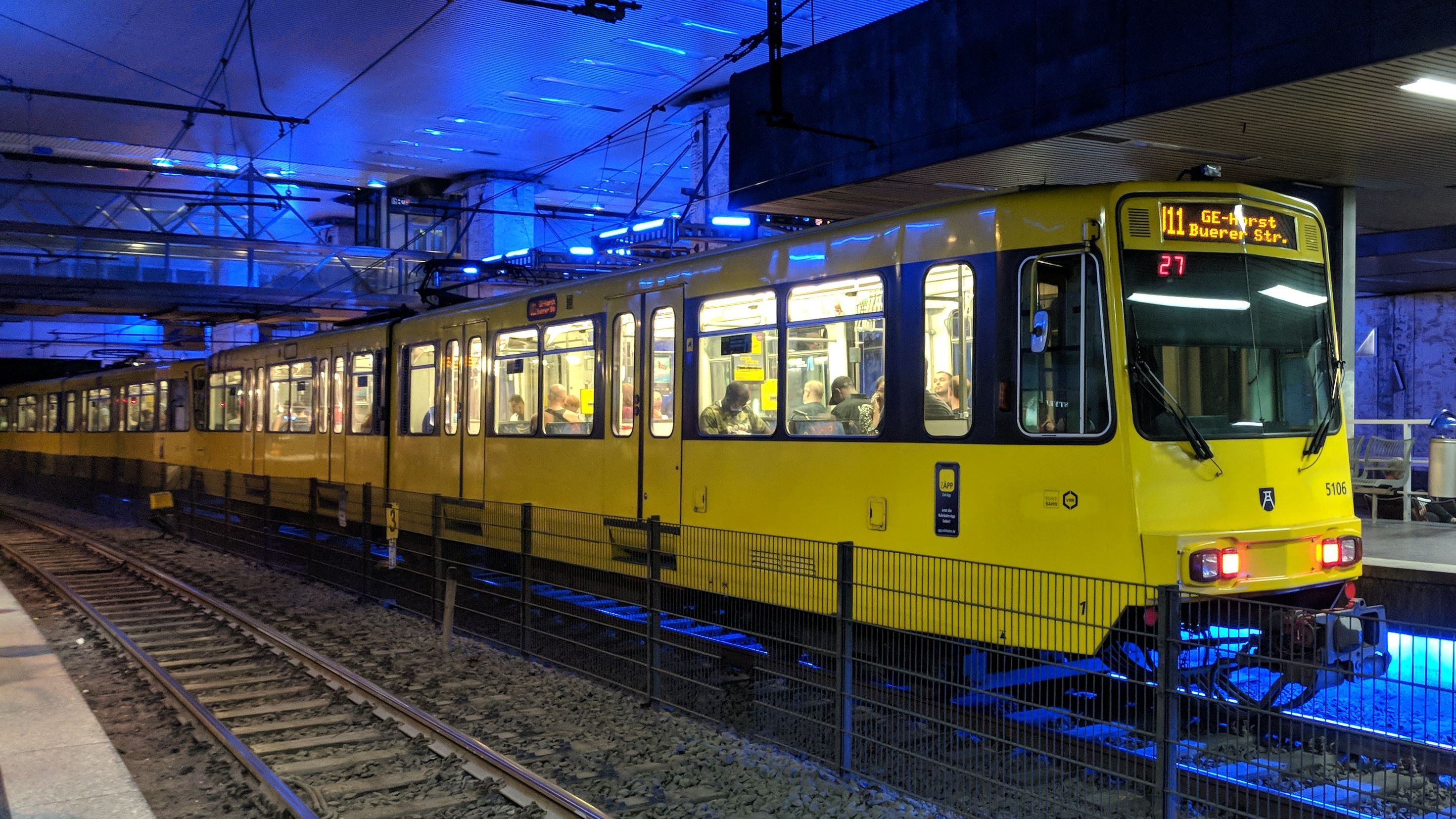
Stadtbahnwagen Typ B der Ruhrbahn in Essen Hauptbahnhof

Die Stadtbahnwagen Typ B wurden in unterschiedlichen Baureihen zwischen 1976 und 1985 beschafft und werden bis heute auf allen drei Linien eingesetzt. Ursprünglich waren diese Wagen mit Klapptrittstufen ausgestattet, die das Ein- und Aussteigen an Haltestellen ohne Bahnsteig oder mit niedrigem Bahnsteig ermöglichten. Da jedoch alle Haltestellen mittlerweile mit einheitlichen Hochbahnsteigen ausgestattet worden sind, werden diese Stufen im Zuge der aktuellen Wagenmodernisierungen (die auch das Einbauen von Überwachungskameras in den Wagen, teilweise neue Lackierung und neue Matrixanzeigen innen sowie LED-Anzeigen außen beinhaltet) abgebaut. Die B-Wagen verkehren in Essen und Mülheim sowohl in Einzel- als auch in Doppeltraktion. Insgesamt sind im Jahr 2017 31 B-Wagen im Stadtbahn-Netz im Einsatz. Sieben Fahrzeuge davon gehörten ursprünglich der Mülheimer VerkehrsGesellschaft, wurden aber immer schon gemeinsam mit den Essener Einheiten auf allen drei Linien eingesetzt.

#### Rastatt T2 (Triebwagen 500)

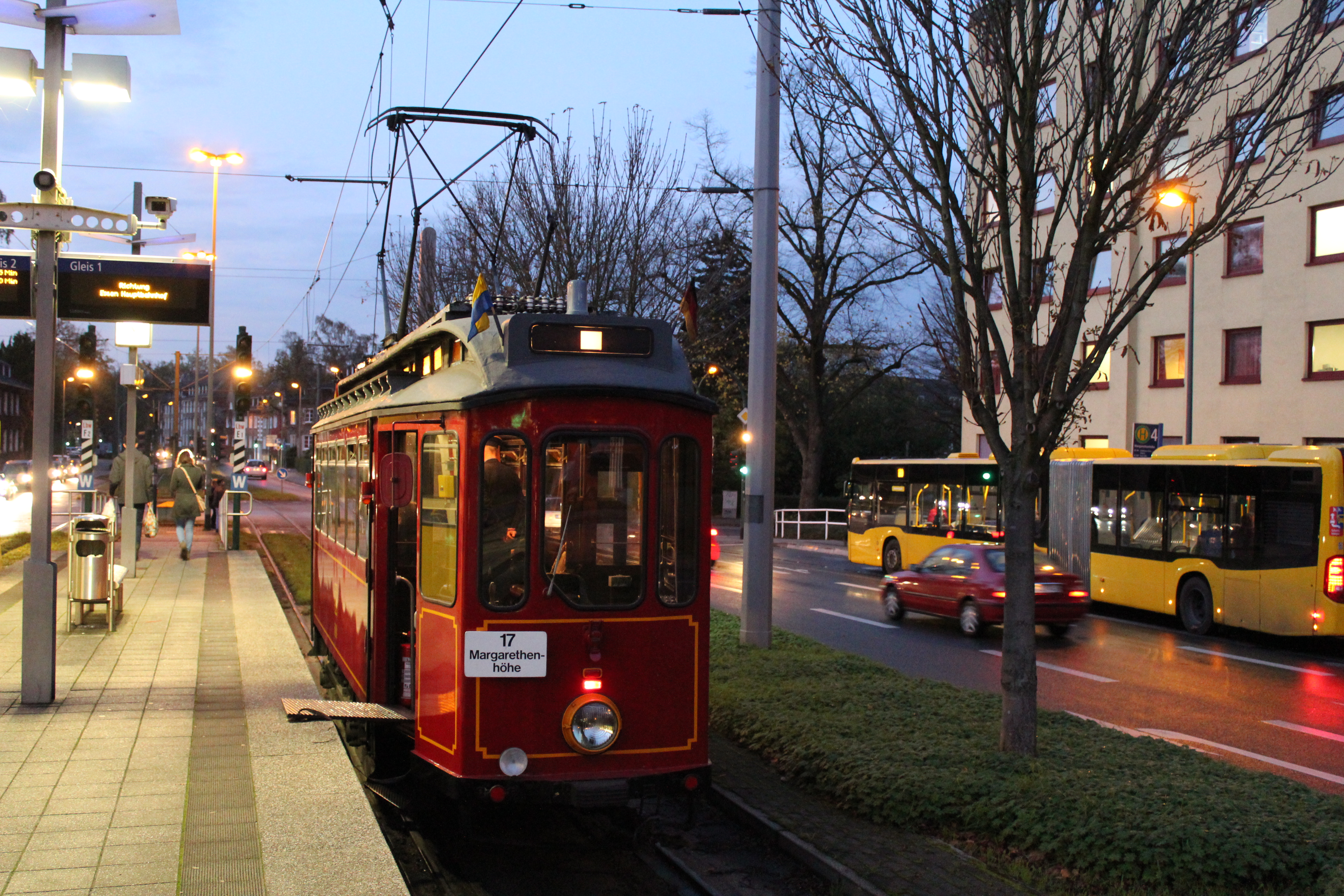
Triebwagen 500 an der Endstation Margarethenhöhe

1985 wurde der zweiachsige Triebwagen 88 von den Verkehrsbetrieben Karlsruhe übernommen, um ein geeignetes Fahrzeug für Sonderfahrten auf den Stadtbahnstrecken zu haben. Nach der Übernahme wurde das Fahrzeug von 1986 bis 1990 gründlich aufgearbeitet und an die technischen Anforderungen des Stadtbahnbetriebes (u. a. Zugsicherungstechnik) angepasst. Dabei erhielt er auch die neue Wagennummer 500 und den roten Lack. Das Fahrzeug wird durch die VHAG EVAG e. V. betreut.

#### CAF HF1
Im Jahr 2021 bestellte die Ruhrbahn bei Construcciones y Auxiliar de Ferrocarriles (CAF) 51 neue Hochflur-Stadtbahnwagen des Typs HF1 im Wert von rund 150 Millionen Euro. Diese sollen die B-Wagen und die Dockland-Fahrzeuge ersetzen. Wie die B-Wagen sind die HF1 rund 28 Meter lange und 2,65 Meter breite sechsachsige Gelenkwagen. Es sind vier Türen pro Seite vorhanden, die Fahrer können eine weitere Tür in Fahrtrichtung rechts nutzen. Das erste Fahrzeug wurde am 1. Juli 2024 vorgestellt, die Serienlieferung wird im Jahr 2025 erwartet.

### Straßenbahn

#### Düwag M8C
Von diesem Fahrzeugtyp sind aktuell noch 10 von 21 Fahrzeugen in Essen im Einsatz. Sie werden Anfang 2025 vollständig ausgemustert und gegen die neuen NF4 ersetzt. Somit werden 26 M8C gegen 32 neue NF4 ausgetauscht.

#### MGT6D

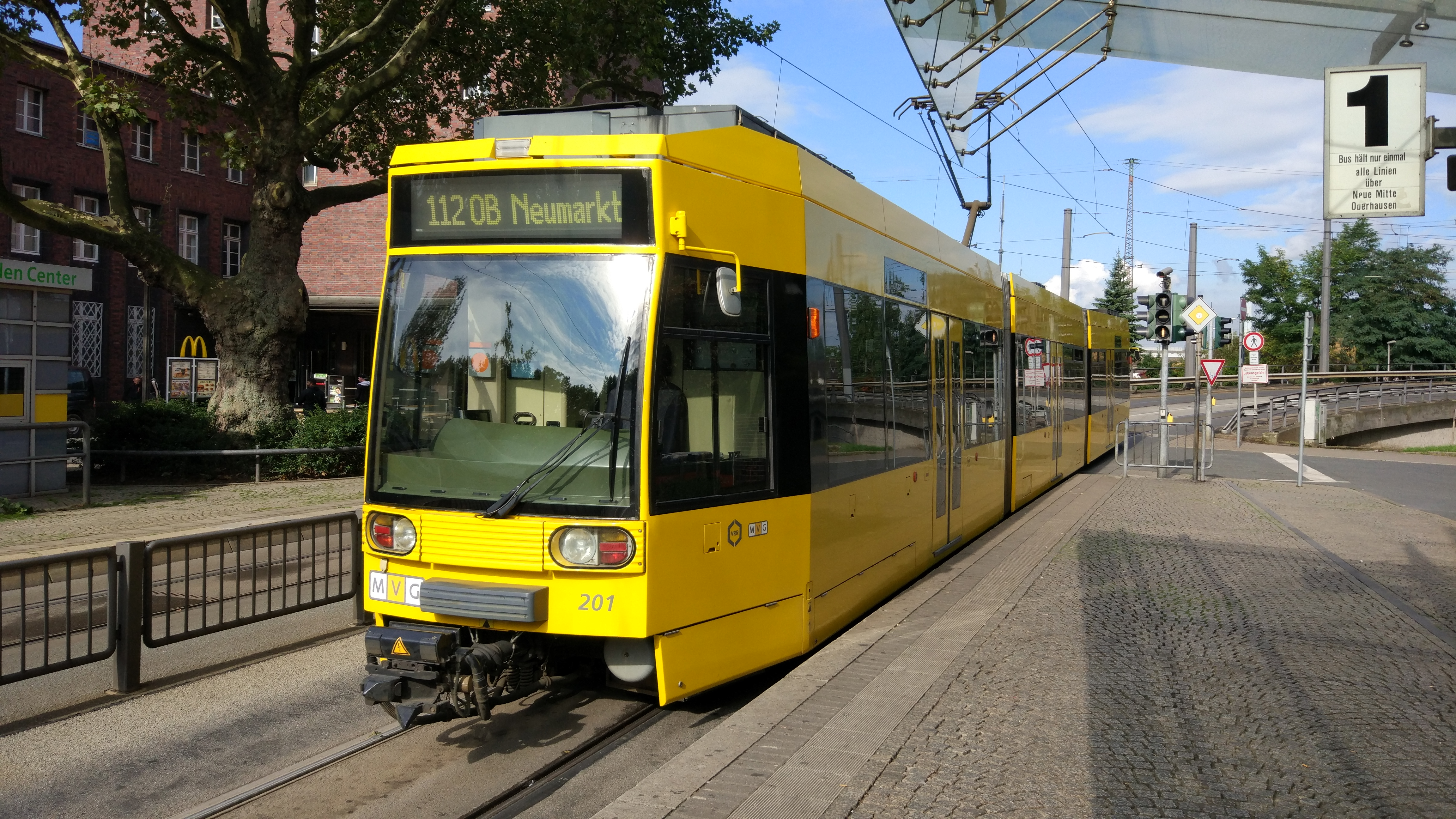
Düwag MGT6D der Ruhrbahn

Von diesem Fahrzeugtyp sind noch acht von zehn Fahrzeugen im Einsatz. Sechs Fahrzeuge sind im Eigentum der STOAG aus Oberhausen, werden aber mangels eigener Möglichkeiten in Mülheim gewartet und gemeinsam mit den beiden verbliebenen Ruhrbahn-Fahrzeugen eingesetzt. Die Ruhrbahn-Wagen 203 und 204 sind nach Unfall bzw. Teileentnahme abgestellt bzw. verschrottet. Die restlichen Wagennummern sind 201, 202 sowie 205–210.

#### Bombardier Flexity Classic

##### M8D-NF

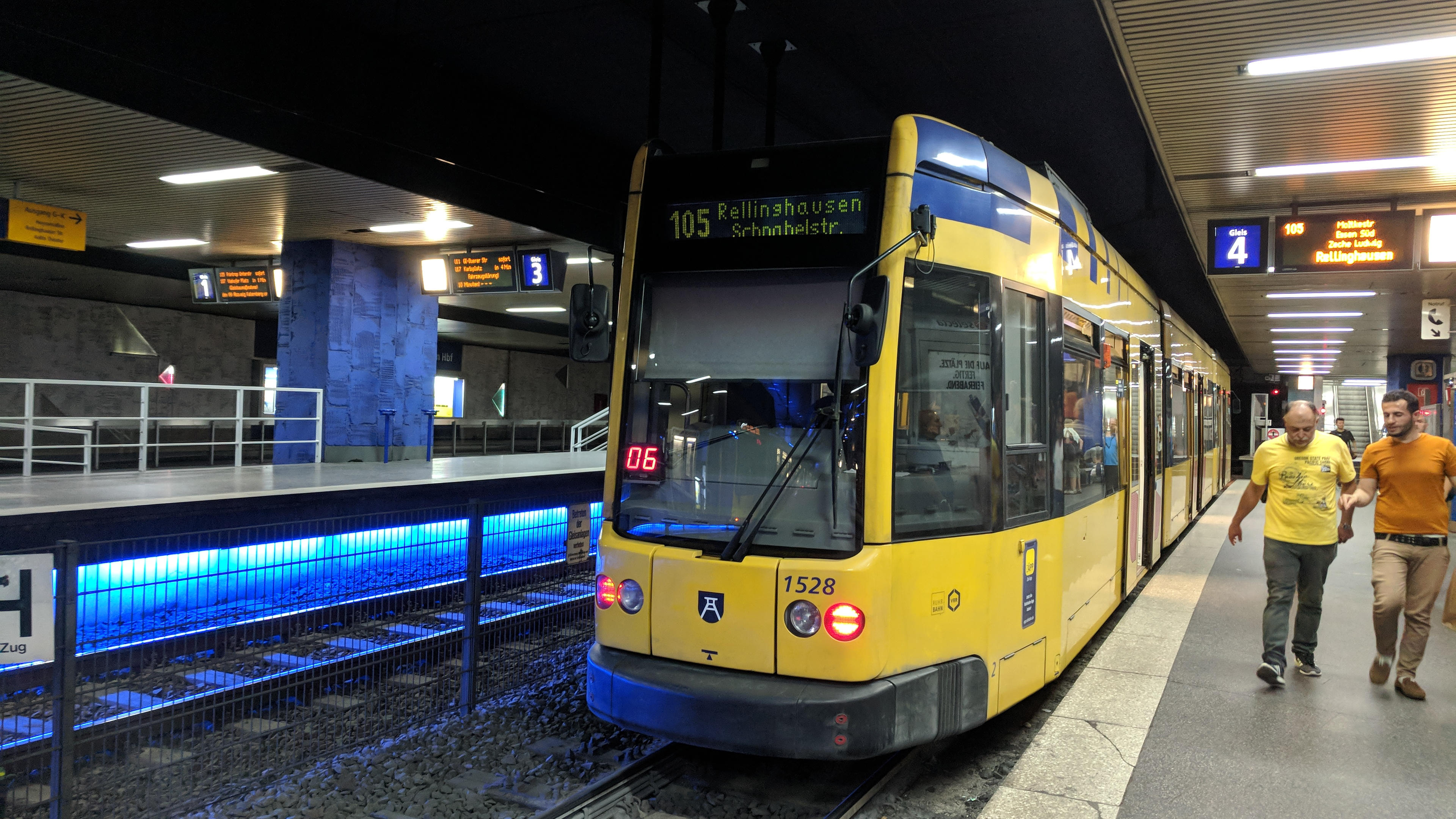
Adtranz/Bombardier Flexity M8D-NF der Ruhrbahn

Von diesem Fahrzeugtypen wurden zwischen 1999 und 2001 34 Fahrzeuge nach Essen geliefert und werden auch nur dort eingesetzt. Die Wagennummern des Typs sind 1501–1534. Die Einheiten wurden über die Jahre teils verändert. In den Lieferungen erhielten die Bahnen Flip-dot-Anzeigen. Bis auf drei Wagen wurden alle mit LED-Anzeigen ausgestattet. Einige erhielten auch die neuen Sitzpolster der Ruhrbahn oder das moderne Fahrgastinformationssystem im Innenraum. Dadurch, dass 32 der neuen NF4-Bahnen die 26 alten M-Wagen ersetzen, gibt es nun bis zur Inbetriebnahme der Citybahn sechs mehr Bahnen als nötig, was bedeutet, dass somit auch sechs NF1-Fahrzeuge abgestellt wurden, da diese nun nicht benötigt werden. Die Einheiten, welche keine Veränderung erhielten, gelten nun als Ersatzteilspender.

##### M8D-NF2/M8D-NF3

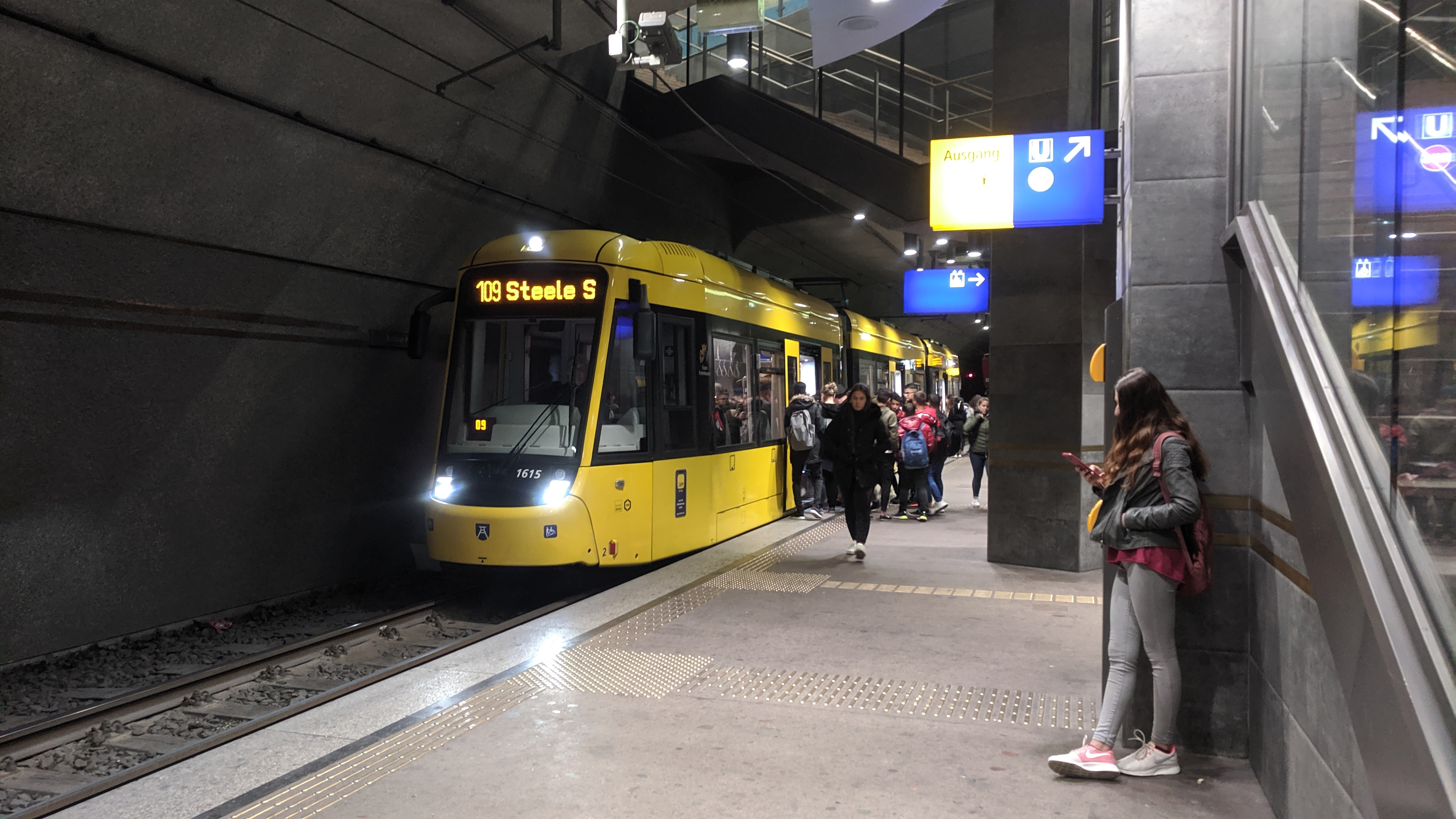
Bombardier Flexity M8D-NF2 der Ruhrbahn

Von diesen komplett baugleichen Fahrzeugtypen wurden zwischen 2013 und 2016 insgesamt 42 Fahrzeuge ausgeliefert. Die Wagennummern der beiden Typen sind 1601–1627 und 8001–8015. 28 Fahrzeuge sind aktuell in Essen, 14 Fahrzeuge in Mülheim beheimatet. Diese Fahrzeuge tragen Namen von Stadtteilen in Essen bzw. Mülheim. Die Fahrzeuge können in Mehrfachtraktion gefahren werden.

##### M8D-NF4

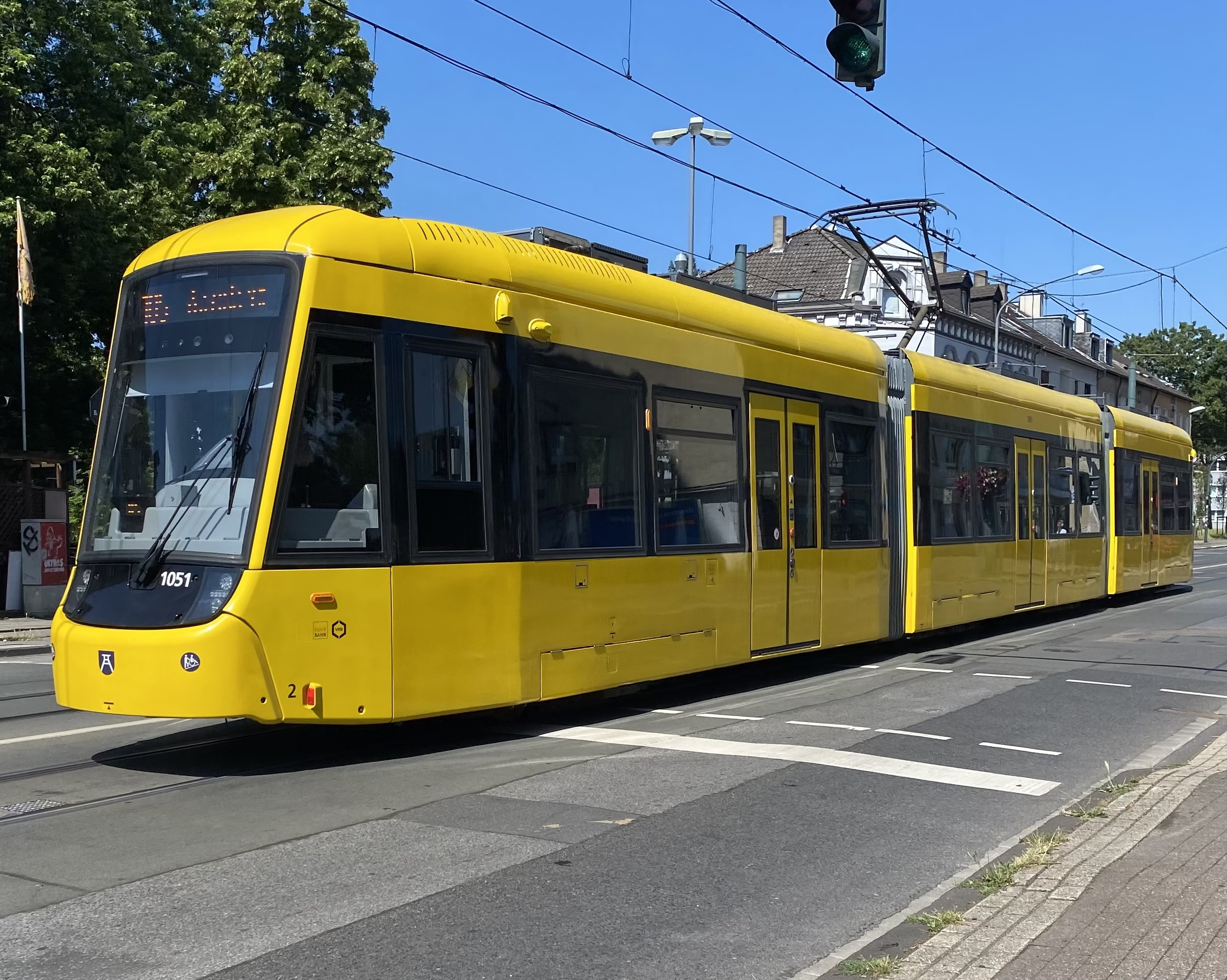
Alstom Flexity M8D-NF4 der Ruhrbahn

Vom NF4 wurden 32 Fahrzeuge bestellt. Die Auslieferung begann 2021 mit geplantem Ende im Jahr 2025. Bis zum Sommer 2025 wurden dann alle der 32 Fahrzeuge ausgeliefert. Die Wagennummern des Typs sind 1051–1082. Sie werden nur im Essener Straßenbahnnetz eingesetzt. Von der vorherigen Baureihe NF2/NF3 unterscheiden sie sich äußerlich durch eine geänderte Anordnung des Stirnlichtes, Lichtleisten an den Türen und vor allem durch fehlende Rückspiegel. Im Innenraum gibt es dennoch mehrere Unterschiede. Im Gegensatz zu ihrem Vorgänger kann der NF4 nicht in Mehrfachtraktion gefahren werden.

#### NF5
Im Juni 2025 veröffentlichte die Ruhrbahn gemeinsam mit STOAG und SWK Mobil eine Ausschreibung zur Beschaffung von Fahrzeugen, die nach dem Ruhrbahn-Schema als Typ NF5 eingeordnet werden. Für die Ruhrbahn sind dabei 40 rund 40 Meter lange Fahrzeuge als Festbestellung vorgesehen. Als Option kommen bis zu zehn Wagen der gleichen Länge und bis zu sechs rund 30 Meter lange Wagen hinzu.

#### Nicht mehr im Liniendienst (ab 2023)

##### M-Wagen
Die letzten Fahrzeuge des Typs M6C-NF wurden 2023 an die Schöneiche-Rüdersdorfer Straßenbahn Verkauft.
Vom M8C sind seit dem Frühjahr 2025 keine Wagen mehr im Einsatz. Diese werden nur noch im Fahrschulbetrieb genutzt.

#### Museumsfahrzeuge (Meterspur)
Die Ruhrbahn besitzt eine Sammlung historischer Straßenbahnwagen aus verschiedenen Jahrzehnten. Diese werden durch Verkehrshistorische Arbeitsgemeinschaften betreut und für Sonderfahrten eingesetzt.
| Bild | Wagennummer | Baujahr         | Typ                    | Bemerkungen                                                  |
| ---- | ----------- | --------------- | ---------------------- | ------------------------------------------------------------ |
|      | 25          | 1900            | Herbrand T2            | Eigentum Stadtwerke Oberhausen, 1996–1999 restauriert        |
|      | 144         | 1921            | Uerdingen T2           | ehemals Vestische Straßenbahnen, 1992–1996 restauriert       |
| -    | 322         | 1957            | Westwaggon T3          | ehemals Stadtwerke Oberhausen, bis 1992 Arbeitswagen         |
| -    | 216         | 1927            | Linke-Hofmann T2       | steht abgestellt in der „Alten Dreherei“                     |
| -    | 888         | 1949            | DÜWAG T2 (Aufbauwagen) |                                                              |
| -    | 1501        | 1951            | DÜWAG T4               | erster Großraumwagen in Meterspur, seit 2013 in Restauration |
|      | 227         | 1955            | DÜWAG T4               | derzeit abgestellt wegen abgelaufener Hauptuntersuchung      |
| -    | 259         | 1960            | DÜWAG GT6              | derzeit abgestellt wegen abgelaufener Hauptuntersuchung      |
|      | 705         | 1915/1915, 1959 | DÜWAG GT4              | Aufbau auf brauchbare Fahrgestelle kriegszerstörter Wagen    |
| -    | 1753        | 1962            | DÜWAG GT8              | 1993 Erweiterung zum Achtachser, zuvor GT6                   |
| -    | 2521        | 1962            | DÜWAG B4               |                                                              |

Stand 30. April 2024

### Omnibus

#### Standort Essen
Die Fahrzeuge des Standorts Essen sind auf die Kennzeichen-Kombinationen E-VG XXXX, E-VB XXXX, E-MH XXXX bzw. E-RB XXXX (XXXX entspricht hierbei in der Regel der Betriebsnummer) zugelassen. Zwei Ausnahmen gibt es jedoch. Diese sind auf die Kennzeichen E-RG 1904 und E-FB 2424 zugelassen.
- 91 Solobusse (12 m Länge) davon:
  - 10 Mercedes-Benz Citaro O 530 Facelift (Bj. 2010, Wg. 4131–4139 und 6135, beschafft über Meoline, 6135 ist seit 2023 aus Mülheim in Essen stationiert)
  - 15 Mercedes-Benz Citaro C2 (Bj. 2017, Wg. 1701–1714 und 1790, 1701 und 1702 dienen auch als Fahrschulwagen, 1790 ist seit Juni 2024 aus Mülheim in Essen stationiert)
  - 14 Mercedes-Benz Citaro C2 (Baujahr 2018, Wg. 1801–1814)
  - 14 Mercedes-Benz Citaro C2 Hybrid (Baujahr 2019, Wg. 1901–1914)
  - 14 Mercedes-Benz Citaro C2 Hybrid (Baujahr 2020, Wg. 2171–2184)
  - 12 Mercedes-Benz Citaro C2 Hybrid (Baujahr 2021, Wg. 2281–2292, 2290–2292 sind seit August 2023 aus Mülheim in Essen stationiert)
  - 6 Mercedes-Benz Citaro C2 Hybrid (Baujahr 2024, Wg. 2471–2476, besitzen statt Seitenspiegel Kamera)
  - 6 Solaris Urbino IV 12 hydrogen (Baujahr 2024, Wg. 2403–2408)

- 166 Gelenkbusse (18 m) davon:
  - 2 Mercedes-Benz Citaro O 530 G Facelift (Baujahr 2008, Wg. 4667 und 4681, beschafft über Meoline)
  - 16 Mercedes-Benz Citaro O 530 G Facelift (Baujahr 2010, Wg. 4631–4646, beschafft über Meoline)
  - 22 Mercedes-Benz Citaro C2 G (Baujahr 2017, Wg. 1715–1736, wovon 1715 und 1716 auch als Fahrschulwagen dienen)
  - 23 Mercedes-Benz Citaro C2 G (Baujahr 2018, Wg. 1815–1837)
  - 31 Mercedes-Benz Citaro C2 G Hybrid (Baujahr 2019, Wg. 1915–1945)
  - 1 Mercedes-Benz Citaro C2 G Hybrid (Baujahr 2020, Wg. 2071, Testfahrzeug für die Spurbusse)
  - 19 Mercedes-Benz Citaro C2 G Hybrid (Baujahr 2020, Wg. 2072–2090, mit Spurführungsrollen)
  - 5 Mercedes-Benz Citaro C2 G Hybrid (Baujahr 2020, Wg. 2185–2190)
  - 28 Mercedes-Benz Citaro C2 G Hybrid (Baujahr 2021, Wg. 2216–2244)
  - 15 Mercedes-Benz Citaro C2 G Hybrid (Baujahr 2024, Wg. 2476–2490, besitzen statt Seitenspiegel Kamera)
  - 4 Solaris Urbino IV 18 hydrogen (Baujahr 2024, Wg. 2418, 2421–2422, 2424)

- Oldtimerbus Mercedes-Benz O 317 mit Anderthalbdecker-Aufbau und dritter Achse (Baujahr 1972, Nr. 3902)
- Fahrschulwagen Mercedes-Benz Integro O 550 (Baujahr 2009, Nr. 3903)

Stand: Juli 2025

#### Standort Mülheim
Die Fahrzeuge des Standorts Mülheim waren alle auf die Kennzeichenkombination MH-VG XXXX (XXXX entspricht hierbei der Betriebsnummer) zugelassen. Sie wurden auf E-MH XXXX bzw. E-RB XXXX umregistriert.
- 23 Solobusse (12 m) davon:
  - 1 Mercedes-Benz Citaro O 530 Facelift (Baujahr 2010, Wg. 6132, beschafft über Meoline)
  - 9 Mercedes-Benz Citaro C2 (Baujahr 2015, Wg. 1561–1569)
  - 5 Mercedes-Benz Citaro C2 (Baujahr 2016, Wg. 1691–1695)
  - 2 Mercedes-Benz Citaro C2 (Baujahr 2017, Wg. 1791–1792)
  - 4 Mercedes-Benz Citaro C2 Hybrid (Baujahr 2021, Wg. 2293–2296)
  - 2 Solaris Urbino IV 12 hydrogen (Baujahr 2024, Wg. 2401–2402)
- 29 Gelenkbusse (18 m) davon:
  - 2 Mercedes-Benz Citaro O 530 G Facelift (Baujahr 2010, Wg. 6631–6632, beschafft über Meoline)
  - 7 MAN Lion’s City A23 (Baujahr 2012, Wg. 6801–6807)
  - 2 Mercedes-Benz Citaro C2 G (Baujahr 2016, Wg. 1698–1699)
  - 7 Mercedes-Benz Citaro C2 G (Baujahr 2017, Wg. 1737, 1793–1798, 1737 ist seit Juni 2024 aus Essen in Mülheim stationiert)
  - 3 Mercedes-Benz Citaro C2 G (Baujahr 2018, Wg. 1890–1892)
  - 2 Mercedes-Benz Citaro C2 G Hybrid (Baujahr 2020, Wg. 2191–2192)
  - 5 Mercedes-Benz Citaro C2 G Hybrid (Baujahr 2021, Wg. 2245–2246 und 2297–2299, 2245–2246 sind seit August 2023 aus Essen in Mülheim stationiert)
  - 1 Solaris Urbino IV 18 hydrogen (Baujahr 2024, Wg. 2415, seit Mai 2025 aus Essen in Mülheim stationiert)